# Satan Takes a Holiday
Satan Takes a Holiday – album zawierający zbiór pieśni i utworów wybranych zaaranżowanych i wykonanych przez Antona Szandora LaVeya, Czarnego Papieża i założyciela Kościoła Szatana. Wydawnictwo ukazało się w 1995 roku nakładem wytwórni muzycznej Amarillo Records. W 2002 roku ukazało się wznowienie nakładem Reptilian Records.

## Lista utworów
Opracowano na podstawie materiału źródłowego.
1. "Satan Takes A Holiday (Instrumental)" (Larry Clinton) - 1:54
2. "Answer Me" (Carl Sigman, Fred Rauch, Gerhard Winkler) - 3:15
3. "The Whirling Dervish" (Al Dublin, Harry Warren) - 5:03
4. "Chloe" (Gus Kahn, Neil Moret) - 3:59
5. "Thine Alone" (Henry Blossom, Victor Herbert) - 5:49
6. "Golden Earrings" (Livingston & Evans) - 4:10
7. "The More I See You" (Mack Gordon, Harry Warren) - 3:08
8. "Band Organ Medley" - 8:57
9. "Hello Central, Give Me No Man's Land" (Jean Schwartz, Joe Young, Sam M. Lewis) - 4:03
10. "Blue Prelude" (Gordon Jenkins, Joe Bishop) - 4:59
11. "Softly, As In A Morning Sunrise" (Oscar Hammerstein II, Sigmund Romberg) - 3:05
12. "Honolulu Baby" (T. Marvin Hatley) - 2:19
13. "The Mooche" (Duke Ellington, Irving Mills) - 6:14
14. "Here Lies Love" (Leo Robin, Ralph Rainger) - 3:55
15. "Dixie" (Daniel Emmett) - 1:58
16. "If You Were The Only Girl" (Clifford Grey, Nat D. Ayer) - 2:26
17. "Satan Takes A Holiday (Vocal) - 2:20
18. "Satanis Theme" (Anton LaVey) - 3:15

## Twórcy
Opracowano na podstawie materiału źródłowego.

- Anton Szandor LaVey - śpiew, instrumenty klawiszowe, aranżacje
- Blanche Barton - śpiew, notatki
- Nick Bougas - śpiew
- Gregg Turkington - producent wykonawczy
- Margaret Murray - oprawa graficzna
- Tom Mallon - mastering, edycja
- Cathy Fitzhugh - zdjęcia